# Tropicalia (álbum)
Tropicalia es el octavo álbum de estudio del cantante colombiano Fonseca, publicado por la compañía discográfica Sony Music.
El álbum se caracteriza por la fusión de ritmos tropicales como el vallenato, el merengue y la salsa entre otros con el estilo romántico y colombiano de Fonseca los cuales remarca los géneros musicales que fueron parte de su trayectoria artística. Asimismo, el álbum fue presentado junto a su sencillo «Con dinero y sin dinero» en compañía de la orquesta colombiana Grupo Niche. Se desprenden del mismo, algunos sencillos como: «Pedacito de playa» y «Colección de recuerdos» entre otros. El sencillo «Si tú me quieres» obtuvo varias nominaciones y ganó el Grammy Latino a Mejor canción tropical
En este álbum, están incluidas las participaciones de Juan Luis Guerra, Gilberto Santa Rosa, Álex Cuba y la participación musical de Chucho Valdés.

## Lista de canciones
| N.º | Título                                                             | Duración |  |
| 1.  | «Canto a la vida»                                                  | 3:25     |  |
| 2.  | «Que suerte tenerte»                                               | 3:20     |  |
| 3.  | «Si tú me quieres» (con Juan Luis Guerra)                          | 3:18     |  |
| 4.  | «La sicóloga»                                                      | 2:47     |  |
| 5.  | «Pedacito de playa»                                                | 3:28     |  |
| 6.  | «Colección de recuerdos» (con Gilberto Santa Rosa y Chucho Valdés) | 3:47     |  |
| 7.  | «Por toda la vida»                                                 | 3:41     |  |
| 8.  | «Sueña conmigo» (con Álex Cuba)                                    | 3:11     |  |
| 9.  | «El mensajito»                                                     | 3:24     |  |
| 10. | «La terquedad»                                                     | 3:14     |  |
| 11. | «Con dinero y sin dinero» (con Grupo Niche)                        | 3:40     |  |